# EPIC 204278916
EPIC 204278916 — зоря до головної послідовності віком близько 5 мільйонів років, червоний карлик спектрального класу M1, що входить до групи Верхнього Скорпіона OB-асоціації Скорпіона — Центавра . Зоря розміром з Сонце, але має вдвічі меншу масу.
Ця зоря відкрита телескопом «Кеплер» під час місії Kepler K2 і спостерігалася протягом 80 днів з 23 серпня по 13 листопада 2016 року. Протягом перших 25 днів спостереження ця зірка демонструвала кілька нерегулярних, істотних, коротких спадів яскравості до 65%. Протягом решти часу спостереження яскравість зірки змінювалася періодично, що пояснюється обертанням зірки. За допомогою обсерваторії ALMA у цієї зірки було виявлено навколозоряний диск, який нахилений до лінії спостереження.
Подібні неперіодичні зміни яскравості виявлені і у деяких інших об'єктів. Переважно це молоді зоряні об'єкти. Винятком є немолода зоря KIC 8462852 ( «Зірка Таббі»), у якої немає ознак існування навколозоряного диску. Втім патерн зміни яскравості у KIC 8462852 суттєво відрізняється від інших подібних об'єктів .  В англомовній літературі такі об'єкти називаються dippers (від англ. dip — «занурюватися»).
Команда астрономів на чолі з Саймоном Скарінджі з Інституту позаземної фізики Товариства Макса Планка в Німеччині, висунули гіпотезу, що нерегулярні спади яскравості зірки викликані або спотворенням внутрішнього краю навколозоряного диску, або проходженням кометних об'єктів . В останньому випадку такі об'єкти виникли ймовірно в результаті розлому об'єкта розміром з планетозималь припливними силами зорі, подібно до того як Комета Шумейкерів — Леві 9 була зруйнована припливними силами Юпітера. Якщо це так, то це може бути першим свідченням подібної події, а також свідченням існування об'єктів розміру порядку кілометр в навколозоряному диску, які важливі для формування планет.